# Marguerite Farnèse
Pour les articles homonymes, voir Farnese.
Marguerite Farnèse (en italien Margherita Farnese), née à Parme le 7 novembre 1567 et morte à Plaisance le 13 avril 1643, est une noble italienne membre de la Maison Farnèse et par mariage princesse héréditaire de Mantoue de 1581 à 1583.
Son mariage avec l'héritier du duché de Mantoue a été annulé après deux ans en raison de l'incapacité de Margherita à consommer le mariage du fait d'une déformation de ses organes génitaux. Après son divorce, elle a prononcé des vœux monastiques sous le nom de sœur Maura Lucenia et est devenue abbesse du monastère de Sant'Alessandro à Parme.

## Biographie

### Premières années
Née le 7 novembre 1567 à Parme, Margherita est la fille unique d'Alexandre Farnèse, prince héréditaire de Parme  et de l' infante Marie du Portugal . Nommée d'après sa grand-mère paternelle, Margherita est baptisée le 11 janvier 1568, ses parrain et marraine sont le pape Pie V, représenté par l'évêque Ferndinando (Ferrante) Farnèse  et son arrière-grand-mère paternelle Gerolama Orsini, duchesse douairière de Parme, représentée par Caterina De Nobili Sforza.
En 1577, la mère de Margherita est décédée confiant à sa belle-mère la tutelle de sa fille de 10 ans. En mars 1580, la princesse et sa grand-mère Marguerite d'Autriche quittent Plaisance pour les Pays-Bas ;  Marguerite d'Autriche allait soutenir son fils, le prince héréditaire Alessandro de Parme, qui devint gouverneur après la mort de Juan d'Autriche. À Namur Margherita est en contact fréquent avec son père.
Margherita est malade de la variole qui la défigure. Elle ne reçoit pas une éducation digne de son rang car elle n'a même pas appris le latin, néanmoins elle a un caractère gentil et modeste aimant la poésie et la musique.

### Mariage et divorce
La négociation matrimoniale entre les maisons Farnèse et Gonzaga se termine en novembre 1580. Malgré une querelle de longue date entre les deux familles, en effet en 1547,  Ferdinand Ier de Guastalla avait organisé un complot contre Pierre-Louis Farnèse, premier duc de Parme et grand-père paternel de Margherita, les parties sont parvenues à un accord sur le mariage de Margherita et Vincenzo Gonzaga, prince héréditaire de Mantoue. Le mariage poursuit des objectifs politiques, base d'une alliance entre les duchés de Parme et de Mantoue contre le Grand-duché de Toscane. Les parties se sont entendues sur la démarcation de la frontière entre leurs États et sur la dot de la mariée, qui s'élève à 300 000 ducats. Le 10 décembre 1580, la princesse, accompagnée de Girolama Farnèse, quitte Namur et arrive à  Plaisance le 17 février 1581 et les promis se rencontrent pour la première fois.,.
Le mariage se déroule le 2 mars 1581 à la cathédrale de Plaisance . Quelques jours après, il s'avère que le mariage n'est pas consommé à cause d'une « obstruction congénitale » [vagin étroit]. À cet égard, le  physiologiste Girolamo Fabrici d'Acquapendente est appelé à Parme et après avoir examiné Margherita, il  conseille d'élargir son vagin avec un objet en forme de cône de la taille du pénis de son mari,, .
À Mantoue, où les mariés entrèrent solennellement le 30 avril 1581, la princesse est examinée par un autre médecin, Giulio Cesare Aranzio qui propose également d'éliminer l'obstacle par des moyens artificiels. La grand-mère de Margherita, Margaret d'Autriche, s'oppose catégoriquement, craignant pour la santé de sa petite-fille. En juin 1582,  la princesse est de nouveau examinée par des médecins, dont Andrea Marcolini da Fano, médecin personnel du cardinal Alessandro Farnese,  : ceux-ci excluent tout risque pour la vie de Margherita en cas de chirurgie .
En décembre 1582, les ducs Ottavio de Parme et Guglielmo de Mantoue font appel au pape Grégoire XIII qui confie la délicate mission au cardinal Charles Borromée qui arrive à Parme en février 1583. Après avoir écouté les opinions des médecins et des intéressés, il persuade la princesse héréditaire d'abandonner l'opération et de le suivre à Milan où le 26 mai 1583 elle entre au monastère bénédictin en tant que novice, puis déménage au monastère de San Paolo de Parme. Le 9 octobre 1583, le cardinal déclare le mariage de Margherita et Vincenzo annulé sur la base de la règle canonique, qui permet la séparation des époux, si le mariage n'est pas consommé dans un delai de trois ans, .

### Religieuse bénédictine

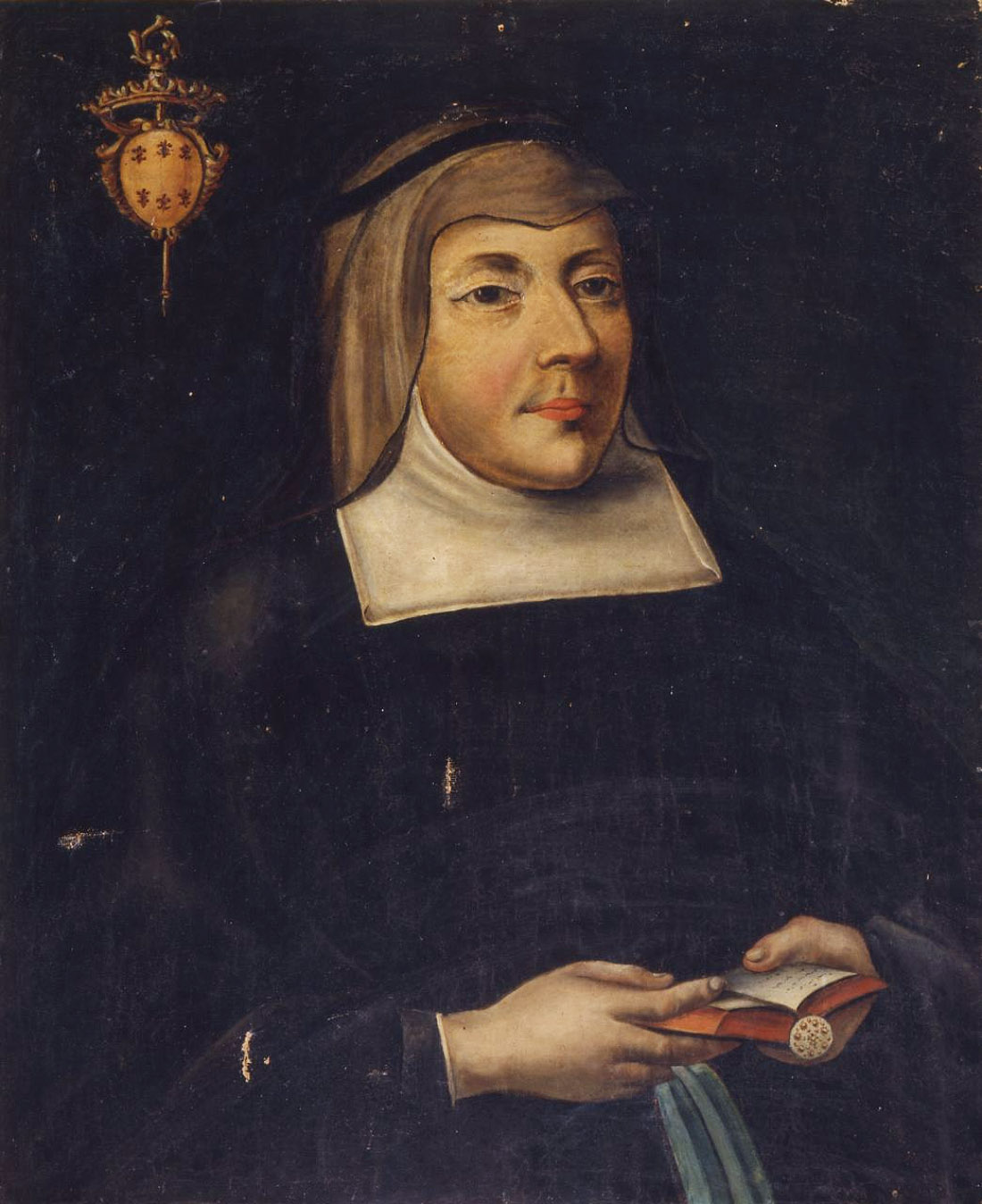
Margherita comme sœur Maura Lucenia.

Le 30 octobre 1583, Margherita devient nonne sous le nom de Sœur Maura Lucenia. De la dot de l'ancienne princesse héréditaire de Mantoue, le duc Guglielmo a retenu 100 000 ducats en compensation de la «faute» de sa belle-fille. La Maison Gonzague rend les bijoux et paye 12 000 écus. Le duc Guglielmo de Mantoue entame des négociations avec Francesco I de' Medici, grand-duc de Toscane pour le mariage de sa fille Éléonore et du prince héritier Vincenzo qui « doit prouver sa virilité » devant des témoins en ayant des rapports sexuels avec une vierge. Après cela, le 28 avril 1584, il contracte son deuxième mariage.,.
Devenue religieuse, Margherita n'abandonne pas sa passion pour la musique et invite secrètement dans sa cellule le jeune musicien de la cour Giulio Cima, surnommé Giulino. En juin 1585, le duc Ottavio de Parme apprend ces « rendez-vous » et fait arrêter le musicien. Il s'avère que la princesse s'amuse à écouter de la musique profane de nature sentimentale et les deux entretenaient une relation intime, ce qui est inacceptable pour une religieuse. Pour éviter le scandale, le duc de Parme resserre les conditions de vie de sa petite-fille au monastère. Ces conditions ne se sont pas adoucies même après l'accession au trône ducal du père de Margherita en 1586; elle n'avait droit qu'à une seule visite par an. Son allocation mensuelle de 150 000 écus d'or est payée de manière irrégulière afin qu'elle ne puisse pas l'utiliser pour des pots-de-vin afin d'établir une relation avec son amant présumé, qui est emprisonné. À partir de janvier 1586, elle ne reçoit plus les 30 ducats mensuels légués par sa grand-mère Marguerite d'Autriche, , .
En décembre 1592, le frère de Margherita, Ranuce Ier Farnèse devient le nouveau duc de Parme et la fait immédiatement transférer au monastère de Sant'Alessandro en durcissant encore les conditions de sa détention. En avril 1595, le cardinal Odoardo Farnèse, frère cadet de Margherita, écrit au duc Ranuce Ier et lui annonce que le pape a l'intention de déplacer leur sœur dans un couvent à Rome s'il ne change pas d'attitude à son égard. Après avoir appris que Margherita a écrit une lettre au pape Clément VIII, dans laquelle elle demande la protection du pontife, le duc de Parme améliore les conditions de vie de sa sœur. 
Les années suivantes, Margherita participe indirectement à la vie de cour à Parme défendant ses deux neveux, les enfants illégitimes de  Ranuccio Ier, une fille, qu'elle accepte dans son monastère sous le nom de « sœur Maura Margherita », et Ottavio Farnese, qu'elle tente de sortir de la prison dans laquelle il a été emprisonné par son propre père en raison de sa participation à un complot,.
En 1616, elle intervient, appuyée par une aide financière offerte par les fidèles, afin d'achever l'église franciscaine des Santi Gervaso e Protaso, désormais dédiée à la Santissima Annunziata, selon des plans de Giambattista Fornovo.
Margherita est élue abbesse du monastère de Sant'Alessandro pendant neuf ans, y mourant le 13 avril 1643 à l'âge de 75 ans. 
Elle a été enterrée dans l'enceinte du monastère comme les autres religieuses, jusqu'au 14 décembre 1853, date à laquelle Charles III, duc de Parme ordonne de transférer ses restes au sanctuaire de Santa Maria della Steccata dans la nécropole des dynasties Farnèse et Bourbon,. La tombe de Margherita est située à côté de celle de son père; sur la pierre tombale sont gravées les armoiries de la maison Farnèse et une épitaphe avec un résumé de sa vie.

## En culture
- L'histoire du mariage de la princesse a servi de base au film de 1965 Une vierge pour le prince, avec Vittorio Gassman, Virna Lisi et Anna Maria Guarnieri, qui joue Margherita[15].